# 2020 Visions
2020 Visions è un fumetto di fantascienza scritto da Jamie Delano e disegnato da quattro artisti. Originariamente serializzato in una serie limitata a colori di 12 numeri dal 1997 al 1998 da parte della Vertigo, collana della DC Comics, è stato poi raccolto nel 2004 in un volume in bianco e nero da parte della Cyberosia Publishing, nel 2005 da parte della Speakeasy Comics, e nel 2012 per il pubblico italiano da parte della Green Comm Services.

## Descrizione
La serie è composta da quattro diverse storie di tre albi ciascuna, ognuna disegnata da un artista diverso e ognuna ispirata a un diverso genere letterario che si mescola con la fantascienza distopica:
1. "Brama di vivere" - horror (disegni di Frank Quitely)
2. "La tormenta" - hard-boiled (disegni di Warren Pleece)
3. "Renegade" - western (disegni di James Romberger)
4. "Repro Man" - romantico (disegni di Steve Pugh)